# Monterey Park
Monterey Park è una città situata nella parte occidentale della regione della valle di San Gabriel nella contea di Los Angeles, California, Stati Uniti, a circa sette miglia (11 km) dal centro civico della Downtown Los Angeles. Il motto della città è "orgoglio nel passato, fede nel futuro". Monterey Park fa parte di un gruppo di città (Alhambra, Arcadia, Temple City, Rosemead, San Marino e San Gabriel nella parte occidentale della valle di San Gabriel) con una crescente popolazione di asioamericani. Secondo il censimento del 2010, la città aveva una popolazione totale di 60 269 abitanti. Monterey Park si è costantemente classificata come uno dei posti migliori del paese in cui vivere grazie alle sue buone scuole, all'economia in crescita e alla posizione centrale.

## Geografia fisica
Secondo lo United States Census Bureau, ha un'area totale di 7,73 mi² (20,02 km²).

## Società

### Evoluzione demografica
Secondo il censimento del 2010, la popolazione era di 60 269 abitanti.

### Etnie e minoranze straniere
Secondo il censimento del 2010, la composizione etnica della città era formata dal 19,4% di bianchi, lo 0,4% di afroamericani, lo 0,4% di nativi americani, il 66,9% di asiatici, lo 0,0% di oceanici, il 10,0% di altre razze, e il 2,9% di due o più etnie. Ispanici o latinos di qualunque razza erano il 26,9% della popolazione.